# 隆宝镇
隆宝镇，是中华人民共和国青海省玉树藏族自治州玉树市下辖的一个乡镇级行政单位。辖区总面积1363平方公里，常住人口0.87万人，以藏族为主，占总人口的99.9％。

## 行政区划
隆宝镇下辖以下地区：
隆宝社区、杂娘牧委会、措多牧委会、措桑牧委会、措美牧委会、君青牧委会和代青牧委会。